# Nigeria op de Olympische Zomerspelen 1980
Nigeria nam deel aan de Olympische Zomerspelen 1980 in Moskou, Sovjet-Unie. Tijdens deze Spelen werden er geen nieuwe medailles gewonnen.

## Deelnemers en resultaten

### Atletiek
| Olympiër                                                                                          | Discipline      | Resultaat | Prestatie                                                                       |
| ------------------------------------------------------------------------------------------------- | --------------- | --------- | ------------------------------------------------------------------------------- |
| Hammed Adio                                                                                       | 100m (m)        | 30e       | serie 3: 4de in 10,58 kwartfinale 3: 7de in 10,67                               |
| Peter Okodogbe                                                                                    | 100m (m)        | 11e       | serie 1: 2de in 10,39 kwartfinale 2: 4de in 10,34 halve finale 2: 7de in 10,51  |
| Samson Oyeledun                                                                                   | 100m (m)        | 32e       | serie 9: 4de in 10,59 kwartfinale 4: 8ste in 10,73                              |
| Hammed Adio                                                                                       | 200m (m)        | 34e       | serie 6: 4de in 21,79                                                           |
| Peter Okodogbe                                                                                    | 200m (m)        | 11e       | serie 3: 3de in 21,42 kwartfinale 2: 4de in 10,34 halve finale 1: 6de in 21,03  |
| Hope Ezeigbo                                                                                      | 400m (m)        | 24e       | serie 5: 3de in 47,46 kwartfinale 4: 6de in 46,88                               |
| Dele Udo                                                                                          | 400m (m)        | 9e        | serie 3: 1ste in 46,48 kwartfinale 1: 4de in 46,18 halve finale 1: 5de in 45,88 |
| Hammed Adio Kayode Elegbede Samson Oyeledun Peter Okodogbe Innocent Egbunike Francis Ude          | 4x100m (m)      | 7e        | serie 2: 4de in 39,48 finale: 7de in 39,12                                      |
| Sunday Uti Hope Ezeigbo Felix Imadiyi Dele Udo Ahmed Garba Leonard Ordiah                         | 4x400m (m)      | 16e       | serie 3: 5de in 3.14,1                                                          |
| Yusuf Alli                                                                                        | verspringen (m) | 24e       | kwalificatie groep B:' 8ste met 7,43m                                           |
| Kayode Elegbede                                                                                   | verspringen (m) | 11e       | kwalificatie groep B:' 2de met 7,82m finale: 11de met 7,49m                     |
| Joshua Kio                                                                                        | verspringen (m) | 13e       | kwalificatie groep B:' 3de met 7,77m                                            |
|                                                                                                   |                 |           |                                                                                 |
| Oguzoeme Nsenu                                                                                    | 100m (v)        | 17e       | serie 3: 5de in 11,72 kwartfinale 2: 6de in 11,55                               |
| Rufina Ubah                                                                                       | 100m (v)        | 20e       | serie 4: 5de in 11,75 kwartfinale 3: 6de in 11,60                               |
| Rufina Ubah                                                                                       | 200m (v)        | 18e       | serie 1: 3de in 23,36 kwartfinale 2: 6de in 23,55                               |
| Mary Akinyemi                                                                                     | 400m (v)        | 20e       | serie 4: 4de in 52,64                                                           |
| Gloria Ayanlaja                                                                                   | 400m (v)        | 31e       | serie 5: 6de in 53,55                                                           |
| Kehinde Vaughan                                                                                   | 400m (v)        | 30e       | serie 1: 7de in 53,54                                                           |
| Gloria Ayanlaja Kehinde Vaughan Asele Woy Mary Akinyemi Comfort Ighagbon (DNS) Joan Elumelu (DNS) | 4x400m (v)      | 10e       | serie 2: 6de in 3.36,0                                                          |

DNS = niet in actie gekomen

### Boksen
| Olympiër          | Discipline  | Resultaat | Prestatie                                                     |
| ----------------- | ----------- | --------- | ------------------------------------------------------------- |
| Nureni Gbadamosi  | -54kg (m)   | 17e       | 1ste ronde: vrij 2de ronde: V van GUY Anthony: 0-5            |
| William Azanor    | -57kg (m)   | 17e       | 1ste ronde: vrij 2de ronde: V van BUL Andreykovski: knock-out |
| Christopher Ossai | -60kg (m)   | 17e       | 1ste ronde: V van GDR Nowakowski: 0-5                         |
| Ayodele Peters    | -63,5kg (m) | 17e       | 1ste ronde: V van IRQ Chanchoun: 0-5                          |
| Roland Omoruyi    | -67kg (m)   | 17e       | 1ste ronde: V van FIN Marjamaa: 0-5                           |
| Adeoye Adetunji   | -71kg (m)   | 9e        | 1ste ronde: vrij 2de ronde: V van GDR Kästner: knock-out      |
| John Martins      | -75kg (m)   | 9e        | 1ste ronde: vrij 2de ronde: V van UGA Odhiambo: knock-out     |
| Solomon Ataga     | +81kg (m)   | 9e        | 1ste ronde: V van CUB Stevenson: knock-out                    |

### Gewichtheffen
| Olympiër       | Discipline | Resultaat | Prestatie                                                       |
| -------------- | ---------- | --------- | --------------------------------------------------------------- |
| Sydney Ikebaku | -60kg (m)  | 14e       | trekken: 15de met 97,5kg stoten: 14de met 125kg totaal: 222,5kg |
| Sampson Cosmas | -75kg (m)  | 14e       | trekken: 15de met 115kg stoten: 14de met 140kg totaal: 255kg    |

### Voetbal
| Olympiër | Discipline | Resultaat | Prestatie                                                                        |
| --- | ---------- | --------- | -------------------------------------------------------------------------------- |
| Adokiye Amiesimaka Aloysius Atuegbu Best Ogedegbe David Adiele Emmanuel Osuigwe Felix Owolabi Tunde Bamidele Henry Nwosu Kadiri Ikhana Okey Isima John Orlando Leotis Boateng Muda Lawal Moses Effiong Segun Odegbami Sheifu Mohamed Sylvanus Okpala | mannen     | 13e       | groep B: 4de V van Koeweit: 1-3 G van Tsjecho-Slowakije: 1-1 V van Colombia: 0-1 |

| Groep B |                   |             |             |             |             |            |            |            |        |
| #       | Land              | Wedstrijden | Wedstrijden | Wedstrijden | Wedstrijden | Doelpunten | Doelpunten | Doelpunten | Punten |
| #       | Land              | G           | W           | G           | V           | V          | T          | Saldo      | Punten |
| 1       | Tsjecho-Slowakije | 3           | 1           | 2           | 0           | 4          | 1          | +3         | 4      |
| 2       | Koeweit           | 3           | 1           | 2           | 0           | 4          | 2          | +2         | 4      |
| 3       | Colombia          | 3           | 1           | 1           | 1           | 2          | 4          | -2         | 3      |
| 4       | Nigeria           | 3           | 0           | 1           | 2           | 2          | 5          | -3         | 1      |

| Ronde      | Datum     | Plaats            | Land | Score   | Land |
| ---------- | --------- | ----------------- | ---- | ------- | ---- |
| Groepsfase |           |                   |      |         |      |
| 21 juli    | Moskou    | Koeweit           | 3-1  | Nigeria |      |
| 23 juli    | Leningrad | Tsjecho-Slowakije | 1-1  | Nigeria |      |
| 25 juli    | Moskou    | Colombia          | 1-0  | Nigeria |      |

### Worstelen
| Olympiër         | Discipline  | Resultaat   | Prestatie                                                            |
| Vrije stijl      | Vrije stijl | Vrije stijl | Vrije stijl                                                          |
| ---------------- | ----------- | ----------- | -------------------------------------------------------------------- |
| Augustine Atasie | -62kg (m)   | 14e         | 1ste ronde: V van URS Abushev 2de ronde: V van MGL Nasanjargal: 1-16 |

Afghanistan · Algerije · Andorra · Angola · Australië · België · Benin · Birma · Botswana · Brazilië · Bulgarije · Colombia · Congo-Brazzaville · Costa Rica · Cuba · Cyprus · Denemarken · Dominicaanse Republiek · Duitse Democratische Republiek · Ecuador · Ethiopië · Finland · Frankrijk · Griekenland · Groot-Brittannië · Guatemala · Guinee · Guyana · Hongarije · Ierland · IJsland · India · Irak · Italië · Jamaica · Joegoslavië · Jordanië · Kameroen · Koeweit · Laos · Lesotho · Libanon · Liberia · Libië · Luxemburg · Madagaskar · Mali · Malta · Mexico · Mongolië · Mozambique · Nederland · Nepal · Nicaragua · Nieuw-Zeeland · Nigeria · Noord-Korea · Oeganda · Oostenrijk · Peru · Polen · Portugal · Puerto Rico · Roemenië · San Marino · Senegal · Seychellen · Sierra Leone · Sovjet-Unie · Spanje · Sri Lanka · Syrië · Tanzania · Trinidad en Tobago · Tsjecho-Slowakije · Venezuela · Vietnam · Zambia · Zimbabwe · Zweden · Zwitserland